# Bursa Muzyczna w Krakowie
Bursa Muzyczna (znana także jako Bursa dla Muzyki) – zabytkowa kamienica, zlokalizowana przy ulicy Grodzkiej na krakowskim Starym Mieście, mieszcząca na przełomie XVII i XVIII wieku bursę dla studentów Uniwersytetu Jagiellońskiego.

## Historia kamienicy
Budynek został wzniesiony na przełomie XIV i XV wieku. W XVI wieku został gruntownie przebudowany. W 1642, nieznana z imienia Koszycka, ówczesna właścicielka domu, sprzedała go jezuitom, którzy w 1690 uruchomili w nim bursę dla studentów Uniwersytetu Jagiellońskiego, zwaną Bursą dla Muzyki. Internat został zamknięty pod koniec XVIII wieku i budynek ponownie trafił w ręce prywatne. W 1887 kamienica została gruntownie przebudowana na zlecenie właściciela Kopela Grinwalda, według projektu architekta Karola Knausa.
1 kwietnia 1975 kamienica została wpisana do rejestru zabytków. Znajduje się także w gminnej ewidencji zabytków.